# Amegilla comberi
Amegilla comberi är en biart som först beskrevs av Cockerell 1911.  Amegilla comberi ingår i släktet Amegilla och familjen långtungebin. Inga underarter finns listade i Catalogue of Life.